# كيا سبكترا
كيا سبكترا (Kia Spectra) هي سيارة مدمجة أنتجتها كيا موتورز بين عامي 2000 و 2009. استبدلت بكيا فورتي (المعروفة أيضًا باسم كيا سيراتو في بعض الأسواق) وساعدت في نجاح كيا سيفيا.
أنتجت الشركة الجيل الأول من كيا سبكترا ما بين عامي 2000 و 2003 بهيكلين؛ هاتشباك وسيدان، والجيل الثاني ما بين عامي 2003 حتى 2009. تتضمن كيا سبكترا ثلاث طرازات وهم: طراز LX الأساسي، وطراز EX المزود ببعض الإضافات مثل؛ نظام الدخول الذكي keyless entry وتكييف الهواء، وطراز SX الرياضي.
من عام 2000 إلى عام 2004 (و ما بعده) أضيف المصنع الباكستاني ديوان فاروق موتورز في تجميع وحدات الجيل الأول لكيا سبكترا.

## الجيل الاول

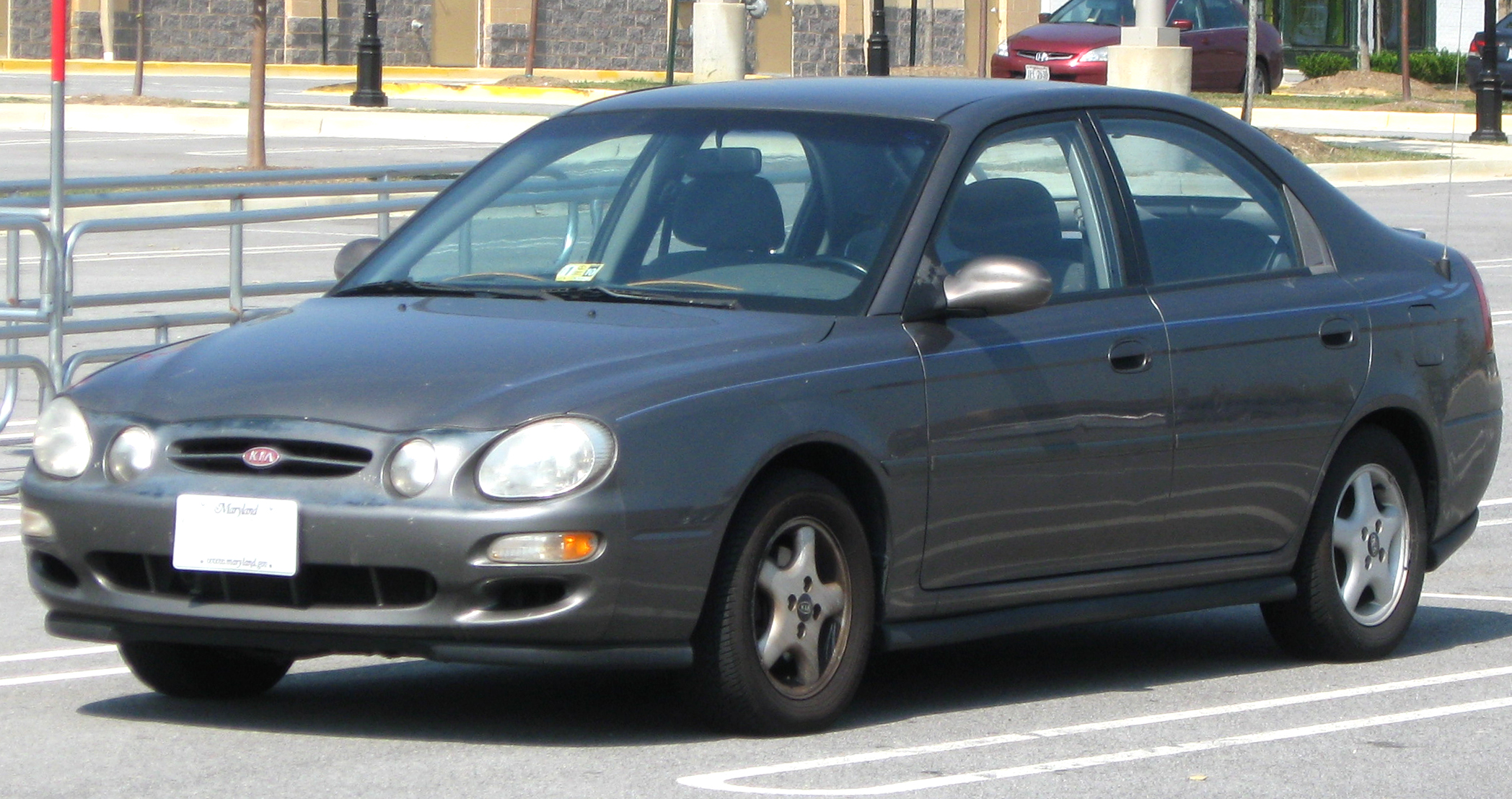
سيدان: 2000-2001
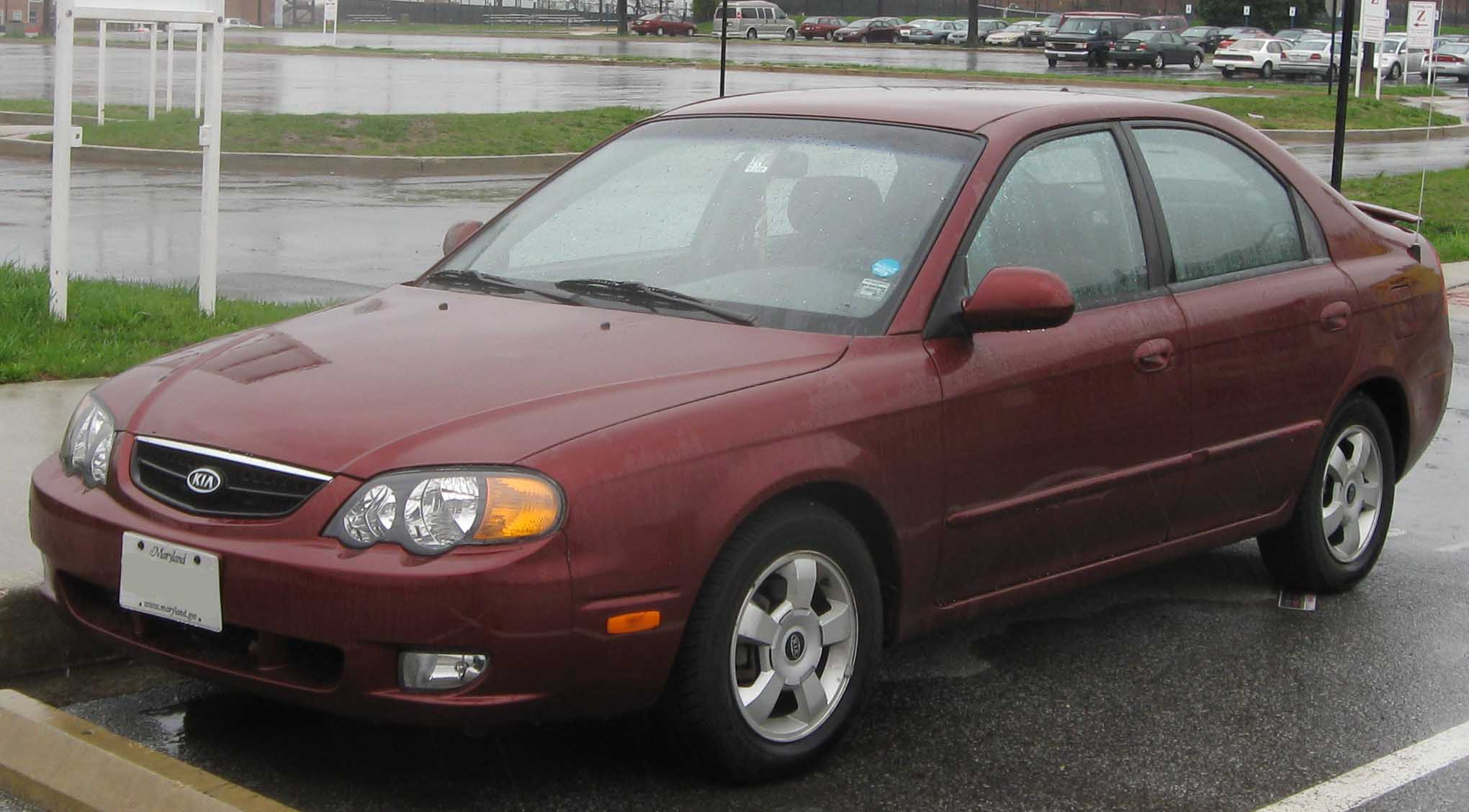
سيدان: 2001-2003
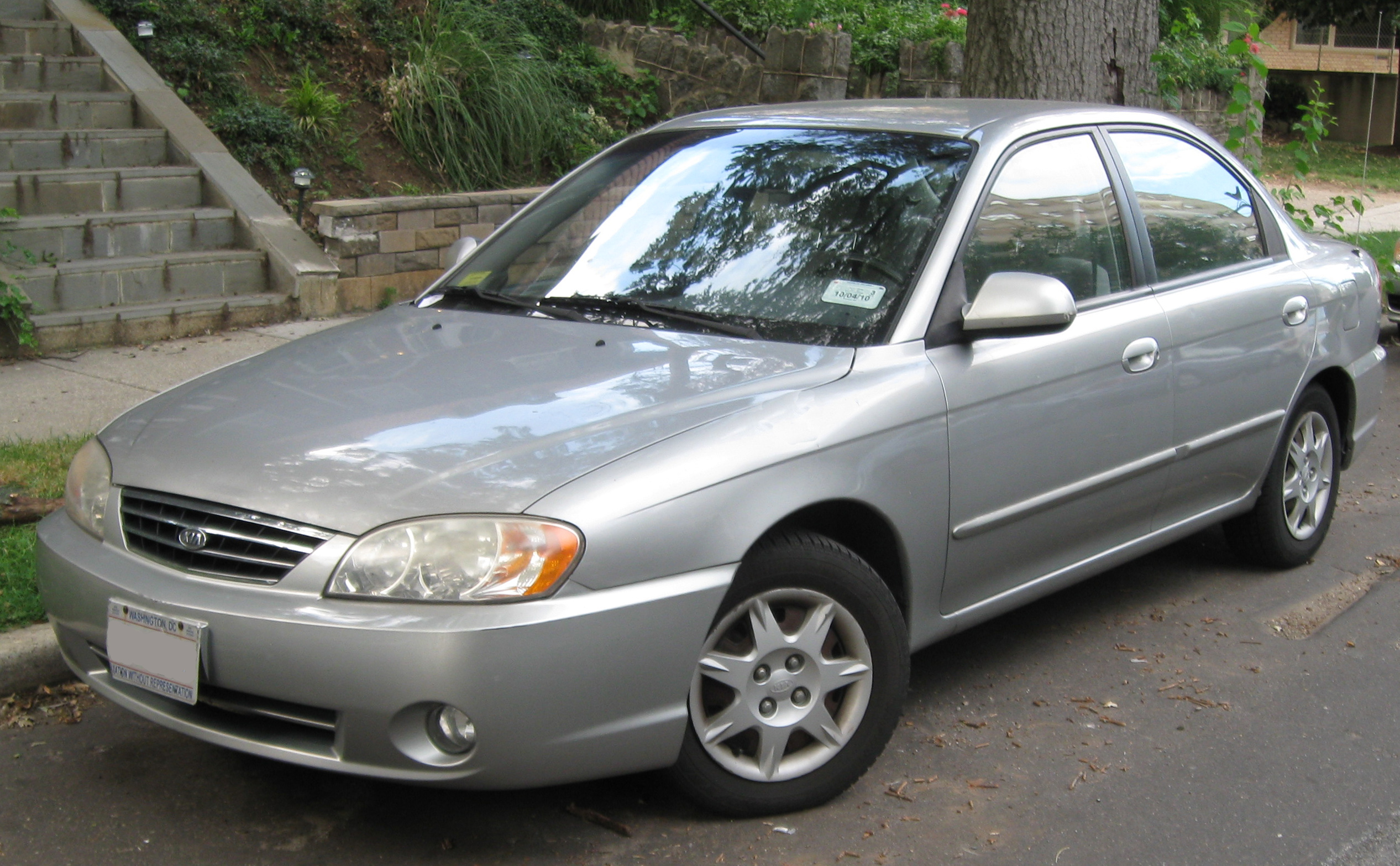
سيدان: 2001-2003

## الجيل الثاني

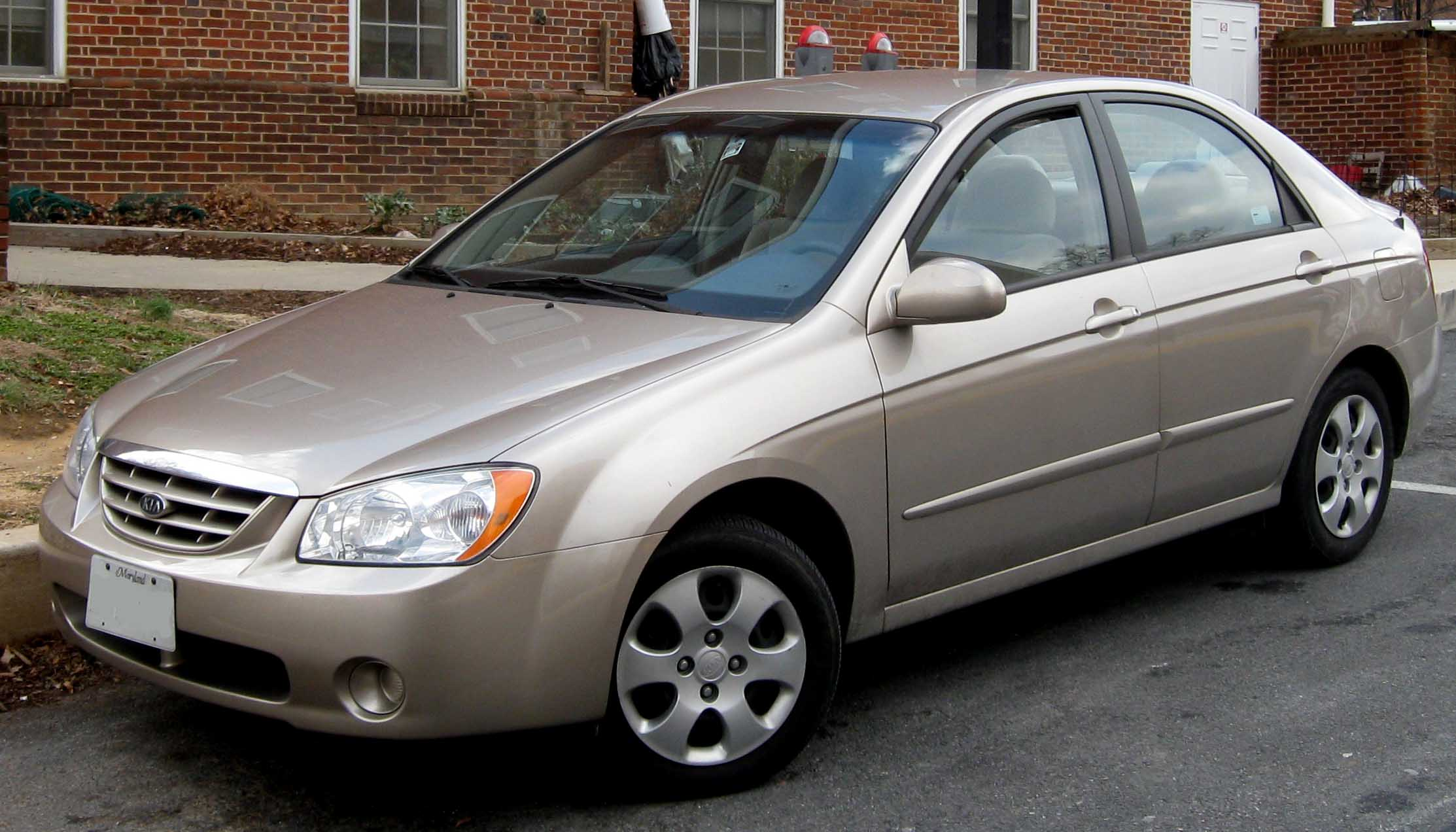
2004-2006
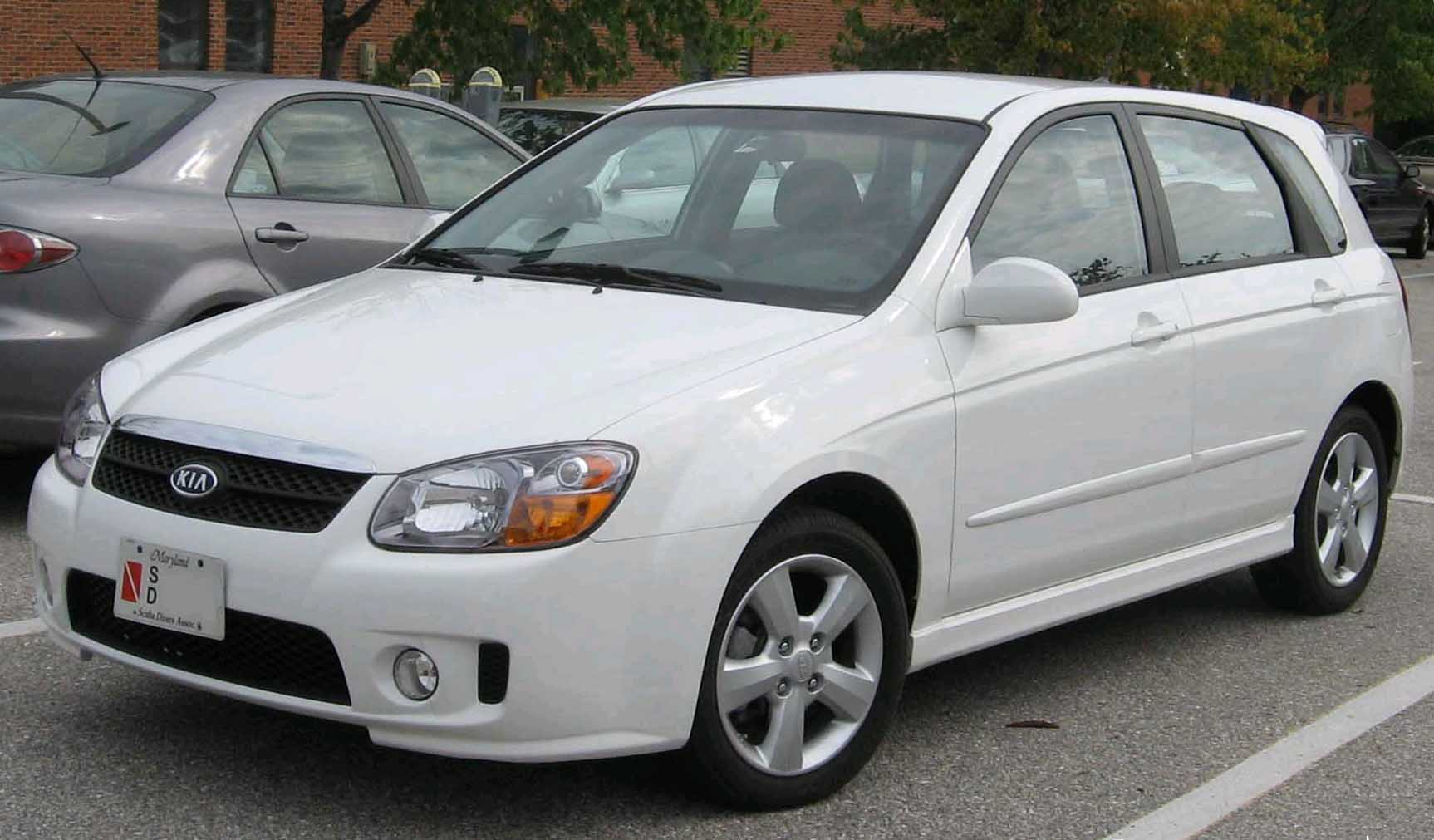
2007-2009